# Urías el hitita
Urías (del hebreo: הַחִתִּי ‘mi luz es Yahveh’), apodado «el Hitita», es presentado en el segundo libro de Samuel como el marido de Betsabé, soldado del ejército del rey David, uno de los llamados «Valientes de David». 
Tras negarse Urías a visitar a su propia esposa, contrariando así los designios del rey David quien buscaba disimular su adulterio con Betsabé, el monarca lo mandó a la muerte, ordenando a los soldados que se apartaran de él en la batalla para exponerlo al enemigo. Urías pasó a la posteridad como un arquetipo de la víctima de adulterio por cálculo, a quien su propia rectitud condena humanamente a ser víctima de un crimen mayor.

## Origen de Urías
Urías pertenecía a la minoría étnica hitita residente en Israel que había estado en la región (antes conocida como “la tierra de Canaán”) desde el derrumbe del reino hitita en siglos anteriores, antes del establecimiento de la nación de Israel. A pesar de la orden divina de exterminar a los habitantes originales, algunos lograron evitarlo (Josué 15,63; Josué 16,10; Jueces 1,21), y los que se convirtieron a la religión de Israel fueron aceptados como israelitas. Tal fue probablemente el caso de Urías, debido a su nombre (que en hebreo significa “mi luz es Yahvé”) y a su posición como oficial en el ejército personal del rey.

## Adulterio de David y muerte de Urías
Según el Segundo Libro de Samuel 11 de la Biblia, el rey David vio desde la azotea del palacio a una hermosa mujer bañándose. El monarca pidió que le informaran sobre la mujer y le dijeron que se trataba de Betsabé, hija de Eliam y mujer de Urías el hitita. David tuvo relaciones con ella, a raíz de las cuales quedó encinta. 
Informado David del embarazo, pidió a Joab que hiciera venir a Urías. Urías participaba entonces en la segunda campaña contra los amonitas. David sugirió a Urías que fuera a su casa, lo cual implicaba que se encontraría con su esposa, pero Urías no lo hizo.
Cuando posteriormente David preguntó a Urías las razones de ello, Urías se refirió a un código de honor: él no entraría a su casa para comer, beber y acostarse con su mujer mientras el arca de la Alianza, Israel y Judá habitaran en tiendas, y mientras Joab y sus guerreros compañeros acamparan en el suelo (2Samuel 11:11). En efecto, era común que, cuando se preparaban para el combate, los guerreros se abstenían de tener relaciones sexuales, como práctica de la disciplina. Después de que Urías reiterara su negativa de ir a ver a su esposa Betsabé, David mandó a Joab que pusiera a Urías en el frente de la batalla y que ordenara a los soldados que se apartaran de él de modo que el enemigo pudiera matarle fácilmente. Y así murió Urias.

## El reproche de Natán y el arrepentimiento de David

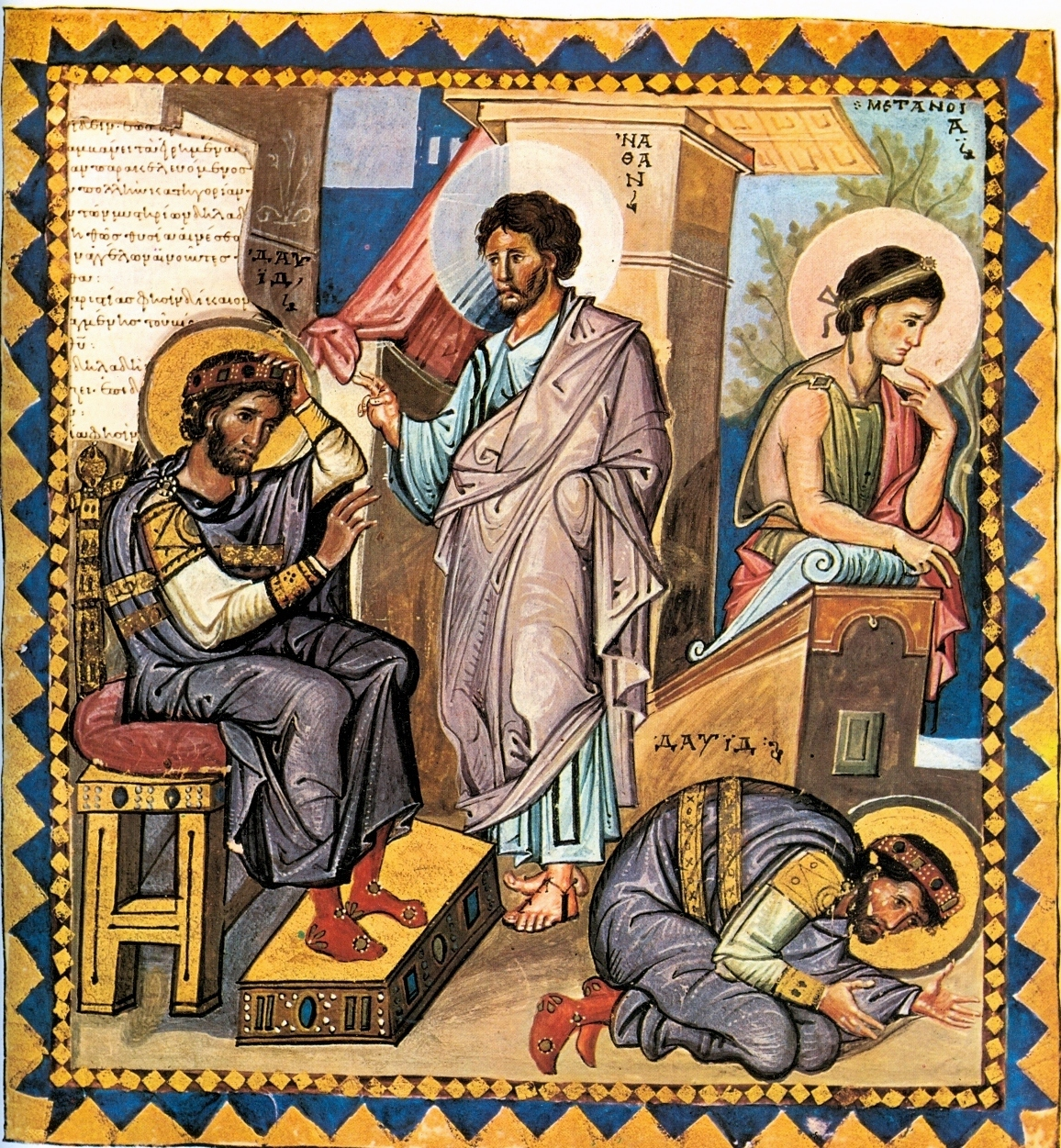
Natán reprende a David.

Muerto Urías, fue avisado David y Betsabé hizo duelo por él. Pasado el luto, David envió por Betsabé y la recibió en su casa. El II Libro de Samuel especifica que ella dio a luz un hijo, pero la acción de David desagradó a Yahvé (II Samuel 11, 27).
Poco después, el profeta Natán (enviado por Yahvé) reprendió a David por el asesinato, contándole primero la historia presunta de un hombre rico y otro pobre: el rico tenía muchas ovejas mientras que el pobre sólo tenía una, a la que quería mucho. Un viajero visitó al rico pidiéndole de comer. El rico tomó la oveja del pobre y se la preparó para ofrecérsela al viajero.
Al oír esta historia, David se enojó y contestó: “¡Tan cierto como que Yahvé vive, que quien hizo esto merece la muerte! ,¿Cómo pudo hacer algo tan ruin? ¡Ahora pagará cuatro veces el valor de la oveja por haber hecho semejante cosa y por no haber tenido compasión!”
Natán le respondió: “¡Tú eres ese hombre! Así dice Yahvé, Dios de Israel: Yo te ungí como rey sobre Israel, y te libré del poder de Saúl. Te di el palacio de tu amo, y puse sus mujeres en tus brazos. También te permití gobernar a Israel y a Judá. Y por si esto hubiera sido poco, te habría dado mucho más. ¿Por qué, entonces, despreciaste la palabra de Yahvé haciendo lo que le desagrada? ¡Asesinaste a Urías el hitita para apoderarte de su esposa! ¡Lo mataste con la espada de los amonitas! Por eso la espada jamás se apartará de tu familia, pues me despreciaste al tomar la esposa de Urías el hitita para hacerla tu mujer” (2Samuel 12:7-10).
David se arrepintió profundamente de su pecado (2Samuel 12:13). Aun así, Natán profetizó que su hijo ya nacido de la relación con Betsabé moriría, lo que sucedió siete días después, no obstante el ayuno guardado por David (2Samuel 12:14-19).
David y Betsabé engendraron más tarde otro hijo, Salomón, quien sucedería a su padre David en el trono. Pero, tal cual lo anunciado por el profeta Natán, la espada jamás se apartaría de la casa de David. Otro hijo de David, Absalón, asesinaría a su propio hermano y se convertiría en personaje central del gran drama de la familia davídica, resultando en una serie de crisis políticas que llegarían a comprometer el futuro del reino.

## Simbolismo
El pasaje que involucra a Urías, David y Betsabé pasó a ser el ejemplo por antonomasia del adulterio por cálculo que, ante el fracaso del ocultamiento, torna en un pecado aún mayor.
Asimismo, el reconocimiento posterior de David de sus pecados de adulterio y de asesinato fue proverbial. Con motivo de la visita del profeta Natán, se le adjudicó a David haber compuesto el llamado Miserere o Salmo 51 (50), el salmo penitencial por excelencia.